# Klatsmányi híd
A Klatsmányi híd Győrött található, a Mosoni-Dunán ível át, nevét Klatsmányi Tiborról kapta. A 395 m hosszú hidat 2018 márciusában adták át. 2018-ban Tierney Clark-díjat kaptak az alkotói. Átadásakor az ország ötödik legnagyobb nyílású hídja volt.

## Története
Győr keleti elkerülőjének harmadik ütemeként, a 813-as főút számára épült meg a Mosoni-Duna feletti híd. A híd tervei a Győr keleti elkerülő építésével és északi folytatásának tervezésével kezdődött. 2013. év végén már folytak az előkészítő munkák a 813-as főút utolsó szakaszának tervezésével. Az engedélyezési tervek 2014-ben készültek el.
A kivitelezőt a közbeszerzési eljárás eredményeként 2017. februárjában hirdették ki. 2017 februárjában már cölöpözték az új hidat, áprilisban pedig a híd szerelőterének gerendarácsát illesztették össze.
2017. október 13-án megkezdődött a híd betolása és napi 3,6 métert haladtak. Az év december 5-én került sor az elkészült pályalemez átadására, azaz a hordógurításra. 
Átadására 2018. március 14-én került sor.

## Műszaki kialakítása
A 395 méter hosszú, kosárfüles ívhíd acélszerkezetét a parton kialakított szerelőtéren készítették elő és betolással nyerte el végső helyét. A mederhídnak 180 méteres nyílása van, jobbról és balról egy-egy feszített, vasbetongerenda-tartós ártéri híd kapcsolódik hozzá. Szerkezete két összetámasztott (ún. „kosárfülű”) ívhíd. Mind az ívek, mind a merevítőtartók szekrény keresztmetszetű acéltartók. A vonórúdként is működő ortotróp pályaszerkezet acél hosszbordákból és 4 méterenkénti kiosztású kereszttartókból áll. A függesztőrudak nagyszilárdságú köracél rudak, hálós rendszerben. A híd alaprajzilag egyenes, függőlegesen 5500 m sugarú domború lekerekítésben fekszik. A hídhoz a jobb parton 36 m, a bal parton 176 m hosszú előregyártott hídgerendás ártéri hidak csatlakoznak.
Az ívhíd 2000 tonna acélból készült, a szereléshez, betoláshoz szükséges szerkezetek súlya meghaladta az 1200 tonnát. Az építkezésnél összesen bedolgozandó vasbeton mennyisége megközelíti a 4300 köbmétert, 108 gerenda alkotja a felszerkezetet. A híd öszcölöphossza több mint 1000 méter, a bedolgozott vasbeton mennyisége 4300 köbméter, a felszerkezetet alkotó gerendák hossza pedig több mint pedig 3700 méter.

## Díjak
2018-ban Tierney Clark-díj nívódíjat kapott a projektben beruházó NIF Zrt., a tervező Pont-Terv Zrt. és Főber Zrt., valamint a kivitelező Hódút Kft. együttesen. A díjat a gyönyörű esztétikai megjelenésével, az építésénél alkalmazott különleges tolási technológiájával és a nagyon rövid határidő sikeres betartásával indokolták a bírálók.
A híd acélszerkezeti építésvezetője, Szabó Gábor munkájával elnyerte az év fiatal mérnöke elismerést, az átkelő pedig megkapta a Magyar Acélszerkezeti Szövetség 2018-as nívódíját.